# Semnoderes pacificus
Semnoderes pacificus är en djurart som tillhör fylumet pansarmaskar, och som beskrevs av Higgins 1967. Semnoderes pacificus ingår i släktet Semnoderes och familjen Semnoderidae. Inga underarter finns listade i Catalogue of Life.